# Mitteldeutscher Orgelbau A. Voigt
Der Mitteldeutsche Orgelbau A. Voigt ist ein Orgelbauunternehmen mit Sitz in Bad Liebenwerda.

## Geschichte
Nach einer Ausbildung bei Rühlmann (Zörbig), Geissler (Eilenburg) und Schlag & Söhne (Schweidnitz) gründete Arno Voigt (1876–1930) im Jahr 1905 aus dem Nachlass seines Onkels, des Orgelbauers Christian Friedrich Raspe (1822–1892), einen Orgelbaubetrieb in Liebenwerda. Er leitete den Betrieb bis 1930. In dieser Epoche wurden ausschließlich Orgeln mit pneumatischen Kegelladen produziert. Es kam zu einem Ausbau der Werkstätten und einer Erhöhung der Mitarbeiterzahl auf bis zu 25 Personen in Spitzenzeiten. Wegen hervorragender Leistungen wurde dem Unternehmen 1914 eine Goldmedaille durch die „Allgemeine Industrie- und Gewerbeausstellung“ in Liebenwerda verliehen. Der Ausbruch des Ersten Weltkrieges brachte jedoch beinahe eine Unterbrechung der Werktätigkeit mit sich. In der Nachkriegs- und Inflationszeit konnten einige Projekte trotz schwieriger wirtschaftlicher Lage dennoch errungen und ausgeführt werden. Arno Voigts Sohn Arno Voigt jun. (1903–1986) lernte während der Kriegszeit im familiären Orgelbetrieb und begann ein Musikstudium am Konservatorium in Dresden. Die Verbindung von Orgelbau und Kirchenmusik bildet schon seit Beginn des Unternehmens bis in die heutige Zeit (vierte Generation) eine ausgeprägte Tradition. Mit Beginn des Zweiten Weltkrieges kam es wieder nahezu zum Erliegen des Unternehmens.
Die beiden Söhne, Dieter Voigt (* 1935) und Gisbert Voigt (* 1940), erhielten Klavier- und Orgelunterricht sowie eine Ausbildung im Orgelbau. Dieter Voigt studierte von 1953 bis 1958 Kirchenmusik in Halle (Saale) und schloss mit einem A-Examen ab. Seit 1970 ist Dieter Orgelbaumeister. Gisbert legte 1961 die Tischlermeister- und 1966 die Orgelbaumeisterprüfung ab. Die dritte Generation übernahm 1961 das Unternehmen des Vaters mit der Leitung durch beide Söhne. Fortan fertigten sie ausschließlich Orgeln mit Schleifladen und mechanischer Tontraktur.
Der drohenden Verstaatlichung von Orgelbaubetrieben in den 1970er Jahren konnte das Unternehmen entgehen. Für seine Leistungen erhielt der Betrieb 1978 den Titel „Anerkannter Kunsthandwerker“ – zu jener Zeit für einen privaten Handwerksbetrieb eine durchaus ungewöhnliche Auszeichnung.
Eine Ausnahme zu DDR-Zeiten stellte das Unternehmen mit der 1986 beginnenden Produktion von eigenen Lingualstimmen dar. Alle anderen Betriebe mussten die Zungenregister fast ausnahmslos aus Göttingen importierten.
Die Übernahme des Unternehmens durch die vierte Generation 1996 brachte eine Umwandlung zur GmbH mit sich. In den 1990er Jahren wurden vor allem Rekonstruktions- und Restaurierungsarbeiten durchgeführt. Aber auch viele bedeutende Instrumente mit erheblichen technischen Neuerungen sowie auch die größten der bis dato produzierten Voigt-Orgeln (Berlin-Charlottenburg mit III/55, St. Nikolai-Kirche Bad Liebenwerda mit III/41) entstanden in dieser Zeit.
2005 wurden die Werkstätten um eine eigenständige Metallpfeifenwerkstatt erweitert.
Mit der Umwandlung in eine GmbH wurde der Wechsel in die vierte Generation vollzogen. Markus (Orgelbaumeister, Kirchenmusiker), Matthias (Orgelbaumeister, Restaurator) und Andreas Voigt (Orgelbaumeister) übernahmen die Firma, wobei bewusst in der Leitung die dritte und vierte Generation zusammenwirken. In diese Zeit fiel die Fertigstellung der Voigt-Orgel in Berlin-Charlottenburg III/55. Viele weitere Orgeln wurden restauriert und rekonstruiert.
Auch neue Orgeln entstehen u. a. für Birstein, Finsterwalde, Mittweida und Pirna. Erhebliche Investitionen in die Betriebsausstattung wurden getätigt, vor allem Präzisionsmaschinen.
Unter der Leitung von Markus Voigt wurden seit 2006 der Umfang der Restaurierungsprojekte und der wissenschaftlichen Auseinandersetzungen mit den historischen Quellen weiter intensiviert. Einen besonderen Stellenwert erhalten innovative Neubauprojekte, u. a. das patentierte Verfahren einer Orgel mit selbst regulierender Stimmtonhöhe (2013).

## Werkliste (Auswahl)
| Jahr      | Opus | Ort                  | Gebäude                                 | Bild | Manuale | Register | Bemerkungen |
| --------- | ---- | -------------------- | --------------------------------------- | ---- | ------- | -------- | --- |
| 1905      | 1    | Annahütte            | Ev. Henrietten-Kirche                   |      | II/P    | 10       | 1921 von Gustav Heinze (Sorau) aufgestellt |
| 1913      | 26   | Klettwitz            | Kath. Herz-Jesu-Kirche                  |      | II/P    | 8        | |
| 1914      |      | Mühlberg             | Klosterkirche                           |      | III/P   | 32       | |
| 1919      | 40   | Ortrand              | Stadtkirche St. Barbara                 |      | II/P    | 19       | |
| 1921      |      | Doberlug-Kirchhain   | Ev. Stadtkirche                         |      | III/P   | 33       | |
| 1925      |      | Rügenwalde           |                                         |      | III/P   | 38       | |
| 1964      |      | Halle (Saale)        | Moritzkirche                            |      | I/P     | 5        | [ 1 ] |
| 1972      |      | Lauchhammer-Mitte    | Christus-König-Kirche                   |      | II/P    | 14       | [ 2 ] |
| 1973      |      | Doberlug-Kirchhain   | Klosterkirche (Kapelle)                 |      | I/P     | 7        | [ 3 ] |
| 1975      |      | Warnemünde           | Ev. Kirche                              |      | II/P    | 22       | [ 4 ] |
| 1982      |      | Giebichenstein       | Diakonissen-Mutterhaus, Saal            |      | I       | 4        | [ 5 ] |
| 1985      |      | Berlin-Biesdorf      | Dorfkirche                              |      | II/P    | 21       | |
| 1985      |      | Weißenfels           | Schloss Neu-Augustusburg, Schlosskirche |      | II/P    | 32       | Teilrekonstruktion und Erweiterung der Orgel von Christian Förner (1673) unter Verwendung des alten Gehäuses und noch vorhandenen Pfeifen von Johann Friedrich Schulze (1839) |
| 1986      |      | Teupitz              | Dorfkirche                              |      | II/P    | 16       | Der Barock-Prospekt stammt noch von der ersten Orgel 1694. |
| 1987–1990 |      | Erfurt               | Andreaskirche                           |      | II/P    | 25       | [ 7 ] |
| 1989      |      | Bernau               | Stadtkirche                             |      | II/P    | 29       | als Ersatz für eine Vorgängerorgel von Sauer III/P/40 |
| 1989/1990 |      | Zwickau-Weißenborn   | Johanniskirche                          |      | II/P    | 14       | erbaut unter Verwendung von Teilen des Vorgängerprospektes |
| 1992      |      | Grimmen              | St. Marienkirche                        |      | III/P   | 24       | Neubau im Buchholz-Gehäuse von 1830 → Orgel |
| 1993/1994 |      | Bad Liebenwerda      | St. Nikolai                             |      | III/P   | 41       | |
| 1995      |      | Berlin-Westend       | Epiphanienkirche                        |      | III/P   | 55       | 1995/1996 erweitert von Voigt → Orgel |
| 2000      |      | Eilenburg            | Marienkirche                            |      | II/P    | 22       | Orgel 1864 von Conrad Geißler mit mechanischen Trakturen erbaut, nahezu original erhalten, nach langem Verfall im Jahr 2000 restauriert                                       |
| 2002      |      | Birstein             | Ev. Kirche                              |      | II/P    | 23       | mech. Ton- und elektr. Registertraktur |
| 2002      |      | Bad Liebenwerda      | St. Nikolai                             |      | II/P    | 10       | mech. Ton- und Registertraktur |
| 2005      |      | Pirna                | Klosterkirche Pirna                     |      | II/P    | 14       | |
| 2005      |      | Finsterwalde         | Kath. Kirche                            |      | II/P    | 18       | mech. Ton- und Registertraktur |
| 2006      |      | Mittweida            | St. Laurentius                          |      | II/P    | 14       | mech. Ton- und Registertraktur |
| 2008/2009 |      | Hanau-Kesselstadt    | Ev. Friedenskirche                      |      | II/P    | 25       | Neubau hinter Prospekt von Johann Georg Zinck (1756) und Ratzmann (1906) unter Einbeziehung eines Großteils der vorhandenen Register                                          |
| 2010      |      | Gersfeld             | Ev. Kirche                              |      | II/P    | 30       | Rekonstruktion/Neubau |
| 2011      |      | Petzow               | Dorfkirche                              |      | II/P    | 12       | [ 14 ] |
| 2014      |      | Fulda                | Dietrich-Bonhoeffer-Haus                |      | II/P    | 17       | |
| 2013/2018 |      | Camburg              | St. Trinitatis                          |      | III/P   | 35       | Neubau in neuem Prospekt unter Einbeziehung eines Großteils der vorhandenen Register der Orgel von Poppe/Ladegast/Schenke                                                     |
| 2018      |      | Camburg              | Ev. Kirche                              |      | III/P   | 43       | mech. Ton- und Registertraktur; Schrickel Eilenburg, restaurativer Neubau A. Voigt                                                                                            |
| 2019      |      | Walldorf (Meiningen) | Kirchenburg                             |      | II/P    | 19       | Neubau |
| 2022      |      | Dresden              | Martin-Luther-Kirche (Dresden)          |      | l       | 3 1⁄2    | Continuo-Truhen-Orgel |
| 2024      |      | Eisleben             | St. Andreas                             |      | III/P   | 56       | Restaurierung/Neubau SW |
| 2024      |      | Schmalkalden         | St. Georg                               |      | III/P   | 38       | Restaurierung/Teilneubau |